# باسم كامل
- باسم كامل مذيع وإعلامي مصرى يتولى حالياً منصب رئيس تحرير التطوير والبث الرقمي لقنوات الخدمة العالمية لهيئة الإذاعة البريطانية بي بي سي.

سبق ان عمل فيها وكان واحدا من مذيعي هيئة الإذاعة البريطانية (بي بي سي) فى لندن حتى عام ٢٠١١ ليكون واحداً من الفريق المؤسس لقناة سكاي نيوز عربية في أبوظبي ثم ساهم في تأسيس اذاعة سكاي نيوز عربية وتولى إدارتها عام ٢٠١٦ ثم ترأس ادارة البودكاست والمحتوى الصوتي الرقمي منذ عام ٢٠١٨. ساهم في تطوير المحتوى الرقمي كما عمل على الانتقال الرقمي digital transformation. الى جانب عمله في وسائل اعلام دولية ، ساهم في تدريب العديد من الصحفيين في دول عربية متعددة وقدم مجموعة من الدورات الصحفية من أهمها صناعة البودكاست و التحرير للتليفزيون والديجيتال الى جانب الذكاء الصناعي والصحافة. فام بتأسيس شركة pinnacle media consultancy التي عمل من خلالها مستشاراً اعلامياً لبعض المؤسسات الإعلانية. 
من مواليد القاهرة فى شهر أكتوبر,تخرج من كلية العلوم جامعة القاهرة سنة 1990 متخصصاً فى البيولوجيا الدقيقة علم الأحياء الدقيقة وعمل مباشرة فى الاعلام العربي الفضائي من ساعتها بادئا الشغل كمذيع فى تليفزيون mbc من القاهرة. انتقل الي شبكة ART راديو وتليفزيون العرب مع بداية تأسيسها لما رشحته الاعلاميه سامية صادق للالتحاق بهذه القناة كأول مذيع بها وفى عمله كتب للصحافة المكتوبة كجريدة الوطن الكويتية، والي جانب عمله قام بدراسة الإخراج السينمائي وقدم فيلمين من إخراجه وكتب السيناريو لهما من انتاج المركز القومي للسينما فى مصر، والفيلمان هما حيطان عالية عن قصة لإدوارد الخراط و«بندق» عن قصة لانطون تشيكوف.التحق باسم كامل بعد ذلك بالإذاعه المصريه عبر اذاعتها الرئيسيه البرنامج العام ومنها تم اختياره ليكون واحدا من المذيعين وفريق الاعداد لانطلاق قناة النيل الثقافيه واستمر بالعمل فيها كمذيع و مشرف علي ادارة اعداد البرامج حتي سنة 2005 اللى انتقل بنهايته لينضم الي ال بى بى سى في لندن.مذيعون وبرامج شبكة النيل الدولية
- تحديات في تاريخ بي بي سي العربية